# Pseudocoris hemichrysos
Pseudocoris hemichrysos là một loài cá biển thuộc chi Pseudocoris trong họ Cá bàng chài. Loài này được mô tả lần đầu tiên vào năm 2015.

## Từ nguyên
Từ định danh hemichrysos trong tiếng Hy Lạp cổ đại có thể tạm dịch là "một phần màu vàng" (hemi: "một phần" + chrysos: "vàng"), hàm ý đề cập đến mảng đốm màu vàng cam ở phía sau thân trên của những cá thể đực.

## Phạm vi phân bố
Trước đây, Pseudocoris yamashiroi được cho là có phạm vi phân bố ở cả Ấn Độ Dương và Thái Bình Dương. Tuy nhiên, quần thể ở Ấn Độ Dương đã được xác định là thuộc về P. hemichrysos do cả hai quần thể ở hai đại dương có sự khác biệt về bộ gen, hình thái và kiểu màu của cá đực. Theo đó, P. hemichrysos được biết đến tại Maldives, quần đảo Chagos, Réunion & Mauritius.

## Mô tả
P. hemichrysos có chiều dài cơ thể tối đa được ghi nhận là 8,6 cm. So với P. yamashiroi, cá đực của P. hemichrysos có thêm một vùng màu vàng cam nổi bật ở phía sau của thân trên và phía sau của vây lưng. Đốm đỏ ở gốc vây ngực của cả hai loài. Cá con và cá cái của hai loài không có nhiều khác biệt đáng kể về màu sắc.
Số gai ở vây lưng: 9; Số tia vây ở vây lưng: 12; Số gai ở vây hậu môn: 3; Số tia vây ở vây hậu môn: 12; Số tia vây ở vây ngực: 13; Số gai ở vây bụng: 1; Số tia vây ở vây bụng: 5.

### Trích dẫn
- "Review of the labrid fshes of the Indo-Pacifc Genus Pseudocoris, with a description of two new species" (PDF). Journal of the Ocean Science Foundation. Quyển 16. 2015. tr. 1–55. {{Chú thích tạp chí}}: Đã bỏ qua tham số không rõ |authors= (trợ giúp)